# Влахояни
Влахо̀яни (на гръцки: Βλαχόγιαννη) е село в Република Гърция, област Тесалия, дем Еласона. Влахояни има население от 908 души.

## История
На Етнографската карта на Битолския вилает на Картографския институт в София от 1901 година Влаховяни (Влахоян) е смесено село гърци, власи и турци в Еласонската каза на Серфидженския санджак с 60 къщи.
До 2011 година е център на дем Потамия.

## Личности
Родени във Влахояни
- Янулис Дзимас (около 1865 – 1917), гръцки революционер